# Corina Ungureanu
Corina Georgiana Ungureanu, cunoscută sub numele sportiv de Corina Ungureanu (n. 29 august 1980, Ploiești, România) este o antrenoare și o gimnastă română de talie mondială, actualmente retrasă din activitatea competițională, care a avut o activitate competițională internațională între 1993 și1999. A fost membră a echipei de gimnastică artistică a României care a câștigat de două ori titlul mondial și a fost campioană europeană la sol în 1998.

## Palmares

### Medalii
- 1993 România-Rusia-Italia: medalie de bronz - echipa
- 1994 Campionatele naționale de juniori: medalie de argint - individual compus; medalie de aur - paralele
- 1996 EcoAir Cup: medalie de aur - individual compus
- 1997 Campionatele mondiale de gimnastică artistică de la Lausanne: medalie de aur - echipa
- 1997 Campionatele internaționale ale României: medalie de argint - individual compus
- 1997 Campionatele naționale ale României: medalie de argint - bârnă
- 1997 România-Allemagne: medalie de aur - echipa
- 1997 România-Italia-Ucraina: medalie de aur - echipa
- 1998 Goodwill Games: medalie de bronz - bârna, medalie de bronz - sol
- 1998 Campionatele europene de gimnastică artistică feminină de la de Saint-Petersbourg: medalie de aur - sol, medalie de aur - echipa
- 1998 Campionatul internațional cu echipa: medalie de argint
- 1999 Campionatele mondiale de gimnastică artistică de la Tianjin: medalie de aur - echipa

### Altele
În august 2010, Corina Ungureanu ocupă locul al doilea în top 40 cele mai sexy gimnaste, clasament publicat de site-ul de sport Bleacher Report, gimnasta română fiind devansată de spaniola Almudena Cid. Locul al treilea este acordat americancei Alexandra Lacey, urmată de compatrioata Alicia Sacramone.

## Cariera politică
În iunie 2011, Corina Ungureanu s-a înscris în Uniunea Națională pentru Progresul României, abreviat UNPR. La 7 noiembrie 2011, a fost aleasă președintele departamentului de tineret și sport a UNPR Prahova.
Candidat independent pentru Parlamentul European în 2014.